# Canardo
Canardo (vom ersten Band bis neun als Ein Fall für Inspektor Canardo, danach bis Band zwanzig als Inspektor Canardo) war eine Comicreihe des belgischen Zeichners Benoît Sokal, deren Geschichten von 1978 bis 2018 erschienen. Alle Personen sind dabei vermenschlichte Tiere.

## Inhalt
Die melancholische Ente Canardo (canard, französisch für Ente), deren Markenzeichen der ausgeblichene Trenchcoat und die Zigarettenkippe im Schnabel sind, erlebt Kriminalfälle und Abenteuer in häufig heruntergekommenen Milieus. Dabei ist er mal Privatdetektiv oder Bodyguard, jedoch nie Inspektor bei der Polizei.

## Veröffentlichung
Zuerst erschien Canardo in Form von Kurzgeschichten 1978 im belgischen Magazin (à suivre), drei Jahre später die erste albenlange Geschichte beim Verlag Casterman, der die Bände bis zum Schluss publizierte. In Deutschland erschienen die Alben erst beim Carlsen Verlag unter dem Titel Ein Fall für Inspektor Canardo. Ab Band 10 wechselte die Reihe auf den Verlag Schreiber & Leser und wurde dort unter dem Serientitel Inspektor Canardo beziehungsweise seit Band 21 als Canardo veröffentlicht. Im Jahr 2011 veröffentlichte der Verlag das Album Eine schöne Flasche nochmals neu als Canardo Spezial. Zum Gratis-Comic-Tag am 14. Mai 2011 verschenkte Schreiber & Leser den fünften Band Weiße Vögel sterben leise kostenlos über Comic-Händler. 
Ein erster Sammelband erschien mit dem Titel Canardo Sammelband I: Der aufrechte Hund/Das Zeichen des Rasputin/Ein schöner Tod im September 2011, weitere folgten unregelmäßig.

## Alben
- Eine schöne Flasche (Carlsen Verlag, 1987) versammelt frühe Kurzgeschichten in schwarz-weiß (2011 in Farbe bei Schreiber & Leser)
- 1: Der aufrechte Hund (Carlsen Verlag, 1983)
- 2: Das Zeichen des Rasputin (Carlsen Verlag, 1984)
- 3: Ein schöner Tod (Carlsen Verlag, 1984)
- 4: Saat des Schreckens (Carlsen Verlag, 1985)
- 5: Weiße Vögel sterben leise (Carlsen Verlag, 1986; neu aufgelegt zum Gratis Comic Tag im Mai 2011 bei Schreiber & Leser)
- 6: Der weiße Cadillac (Carlsen Verlag, 1991)
- 7: Insel ohne Zukunft (Carlsen Verlag, 1992)
- 8: Kein leichter Fall (Carlsen Verlag, 1994)
- 9: Mord im Milieu (Carlsen Verlag, 1995)
- 10: Hinter dem Horizont (Schreiber & Leser, 2004)
- 11: Sterbenswörtchen (Schreiber & Leser, 2009)
- 12: Unschuldig! (Schreiber & Leser, 2004)
- 13: Ein reicher Schlucker (Schreiber & Leser, 2006)
- 14: Schwarze Flut (Schreiber & Leser, 2004)
- 15: Belgische Schule (Schreiber & Leser, 2005)
- 16: Ein dummer Hund (Schreiber & Leser, 2007)
- 17: Dame sticht (Schreiber & Leser, 2008)
- 18: Die Frau ohne Gesicht (Schreiber & Leser, 2009)
- 19: Opas Asche (Schreiber & Leser, 2010)
- 20: Entspiel (Schreiber & Leser, 2012)
- 21: Schneeschnackseln (Schreiber & Leser, 2013)
- 22: Der alte Erpel und das Meer (Schreiber & Leser, 2014)
- 23: Friedhof der Aale (Schreiber & Leser, 2015)
- 24: Der Tod hat grüne Augen (Schreiber & Leser, 2016)
- 25: Schnitt! (Schreiber & Leser, 2018)

### Sammelalben
- Canardo Sammelband I: Der aufrechte Hund / Das Zeichen des Rasputin / Ein schöner Tod (Schreiber & Leser, 2011)
- Canardo Sammelband II: Saat des Schreckens / Weiße Vögel sterben leise / Der weiße Cadillac (Schreiber & Leser, 2012)
- Canardo Sammelband III: Insel ohne Zukunft / Kein leichter Fall / Mord im Milieu (Schreiber & Leser, 2013)
- Canardo Sammelband V: Ein reicher Schlucker / Schwarze Flut / Belgische Schule (Schreiber & Leser, 2016)

## Sonstiges
Als erstes Projekt Sokals im Bereich 3D-Grafik-Adventure wurde Amerzone – Das dunkle Vermächtnis 1999 von Microïds veröffentlicht. Das Computerspiel weist inhaltliche Bezüge zum Band Weiße Vögel sterben leise auf, unterscheidet sich allerdings in wesentlichen Punkten. Agieren im Comic Mischwesen aus Tier und Mensch, sind es im Spiel Figuren mit rein menschlichem Aussehen. Einige Charaktere wurden zwar übernommen – auf Inspektor Canardo dagegen verzichtet. Stattdessen wird der Spieler selbst in der Rolle eines Journalisten aktiv. Der Comic betont zudem stärker den Kampf um politische Macht; Verbrechen, Korruption und Ausschweifungen werden ausgiebig dargestellt, wohingegen das Spiel ohne gewalttätige Szenen auskommt.
Die ehemalige Produktionsfirma White Birds Productions von Sokal hatte im Firmenlogo wie auf den Titelbild vom Canardo-Album Weiße Vögel sterben leise Vögel abgebildet. 